# Kemenesmagasi, Vas
Kemenesmagasi  este un sat în districtul Celldömölk, județul Vas, Ungaria, având o populație de 892 de locuitori (2011). 

## Demografie
Componența etnică a satului Kemenesmagasi
     Maghiari (98,85%)
     Alții (1,15%)
Componența confesională a satului Kemenesmagasi
     Luterani (49,44%)
     Romano-catolici (22,76%)
     Fără religie (3,14%)
     Necunoscută (23,99%)
     Reformați (0,67%)
     Alte religii (0,56%)
Conform recensământului din 2011, satul Kemenesmagasi avea 892 de locuitori. Din punct de vedere etnic, majoritatea locuitorilor (98,85%) erau maghiari. Nu există o religie majoritară, locuitorii fiind luterani (49,44%), romano-catolici (22,76%) și persoane fără religie (3,14%). Pentru 23,99% din locuitori nu este cunoscută apartenența confesională.